# Loddigesia mirabilis
Colibri-de-espátulas ou beija-flor-sílfide (Loddigesia mirabilis), ou colibri-sílfide, é uma espécie de beija-flor da família Trochilidae. Endêmica do Peru, é a única espécie do gênero Loddigesia.